# William Rehnquist
William Hubbs Rehnquist (Milwaukee, Wisconsin, 1 oktober 1924 – Arlington, Virginia, 3 september 2005) was een Amerikaans jurist en de 16e opperrechter van het Hooggerechtshof van de Verenigde Staten, de hoogste rechtsprekende instantie van het land.

## Biografie
Rehnquist werd geboren in Milwaukee; zijn grootouders waren immigranten uit Zweden. Na zijn afstuderen van de middelbare school trad hij in dienst bij de Amerikaanse luchtmacht; na de Tweede Wereldoorlog werkte hij in de zomer van 1945 als weerobservator in Noord-Afrika. Na zijn terugkeer naar Amerika studeerde hij politieke wetenschappen en rechten aan de universiteit Stanford.
Van 1951 tot 1952 woonde Rehnquist in Washington D.C., waar hij als klerk werkte voor Robert Jackson, een rechter van het federale hooggerechtshof. Tijdens die periode schreef hij een memorandum waarin hij desegregatie van openbare scholen verwierp. Later beweerde hij dat hij het memorandum had geschreven op aanwijzing van Robert Jackson. In 1953 verhuisde hij naar Phoenix in Arizona, waar hij tot 1968 werkte als advocaat. In die periode werd hij lid van de Republikeinse Partij; hij assisteerde Barry Goldwater tijdens diens verkiezingscampagne voor president in 1964.

### Hooggerechtshof

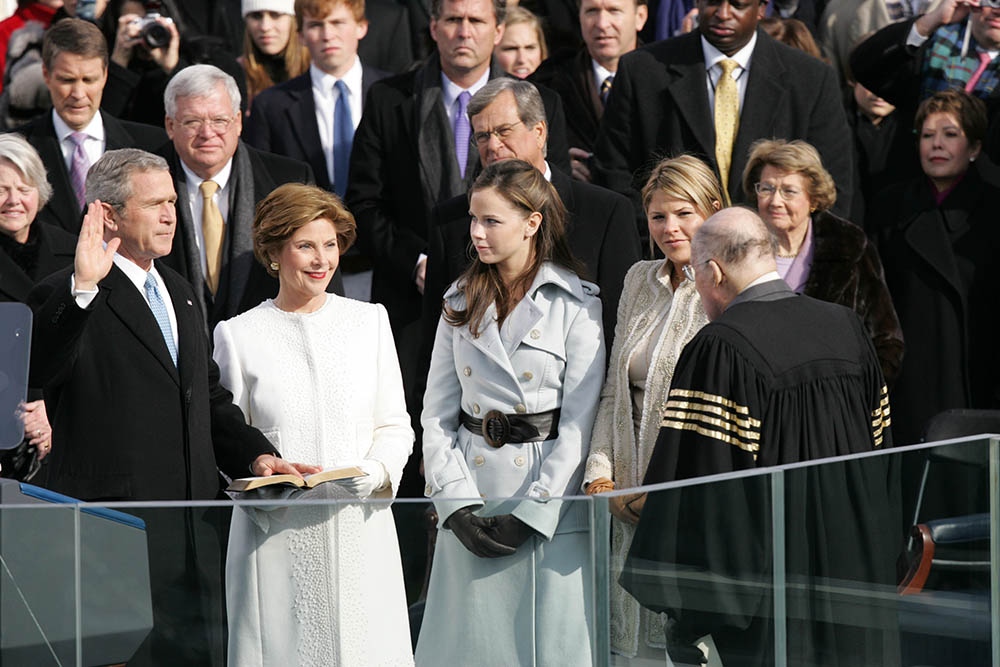
Rehnquist bij de tweede inauguratie van George W. Bush op 20 januari 2005.

Na de verkiezing van Richard Nixon als president in 1968 verhuisde Rehnquist terug naar Washington D.C., waar hij ambtenaar op het ministerie van Justitie werd. Op 10 december 1971 werd Rehnquist na een nominatie van president Nixon door de senaat goedgekeurd als rechter van het Hooggerechtshof, samen met Lewis Franklin Powell. Als rechter was Rehnquist een van de meest conservatieven. Hij vond de autonomie van de deelstaten belangrijker dan het 14e amendement van de Amerikaanse Grondwet, dat alle burgers gelijke bescherming biedt onder de wet. Rehnquist stemde tegen verdere desegregatie van het openbaar onderwijs, en ook tegen legalisering van abortus in de zaak Roe v. Wade uit 1973.
In 1986 trad de toenmalige opperrechter Warren Burger af en droeg president Ronald Reagan Rehnquist voor als Burgers opvolger. Op 26 september van dat jaar stemde de senaat met 65 stemmen vóór en 33 tegen in met zijn benoeming. Als opperrechter (voorzitter van het Hof) schreef hij vaak de beslissingen van het Hof die meer bevoegdheden aan staten verleenden. Na zijn overlijden werd Rehnquist opgevolgd door John Roberts.

### Overlijden
Rehnquist overleed op bijna 81-jarige leeftijd in Arlington aan schildklierkanker.
John Jay (1789–1795) · John Rutledge (1795) · Oliver Ellsworth (1796–1800) · John Marshall (1801–1835) · Roger Taney (1836–1864) · Salmon Chase (1864–1873) · Morrison Waite (1874–1888) · Melville Fuller (1888–1910) · Edward Douglass White (1910–1921) · William Howard Taft (1921–1930) · Charles Evans Hughes (1930–1941) · Harlan Stone (1941–1946) · Fred Vinson (1946–1953) · Earl Warren (1953–1969) · Warren Burger (1969–1986) · William Rehnquist (1986–2005) · John Roberts (2005–heden)